# Kim Ui-yeon
Kim Ui-yeon (koreanisch 김의연; * 12. April 1994) ist ein südkoreanischer Leichtathlet, der sich auf den Sprint spezialisiert hat.

## Sportliche Laufbahn
Erste internationale Erfahrungen sammelte Kim Ui-yeon im Jahr 2015, als er bei den Asienmeisterschaften in Wuhan mit 48,12 s in der ersten Runde im 400-Meter-Lauf ausschied und mit der südkoreanischen 4-mal-100-Meter-Staffel mit 40,42 s den Finaleinzug verpasste. Anschließend schied er bei der Sommer-Universiade in Gwangju mit 47,15 s im Halbfinale über 400 Meter aus und verhalf der 4-mal-100-Meter-Staffel mit 39,75 s zum Finaleinzug. Zudem belegte er mit der 4-mal-400-Meter-Staffel in 3:08,17 min den fünften Platz. 2023 schied er bei den Asienmeisterschaften in Bangkok mit 47,58 s im Halbfinale aus und im Oktober kam er bei den Asienspielen in Hangzhou mit 48,68 s nicht über den Vorlauf hinaus. Zudem belegte er mit der 4-mal-400-Meter-Staffel in 3:05,89 min den sechsten Platz. 2025 gelangte er mit der Staffel bei den Asienmeisterschaften in Gumi mit 3:07,20 min auf Rang vier.
In den Jahren von 2022 bis 2024 wurde Kim südkoreanischer Meister im 400-Meter-Lauf sowie 2019 in der Mixed-Staffel und 2024 mit der Männerstaffel.

## Persönliche Bestzeiten
- 200 Meter: 21,13 s (+0,2 m/s), 15. Juni 2021 in Iksan
- 400 Meter: 46,41 s, 23. Mai 2023 in Yecheon